# Georgios Orphanidis
Georgios Orphanidis (n. 1859, İzmir, Eyalet of Aidin⁠(d), Imperiul Otoman – d. 1942) a fost un trăgător de tir ce a reprezentat Grecia, medaliat olimpic. A participat la 2 ediții ale Jocurilor Olimpice (1896, 1908) în care a câștigat o medalie de aur.